# Castell de Casserres
|  | Per a altres significats, vegeu «Castell de Casserres (Berguedà)». |

Castell de Casserres fou un castell termenat a l'actual terme municipal de les Masies de Roda (Osona) catalogat com a bé cultural d'interès nacional. Documentat al 898, del primitiu castell queda un gros mur, anomenat el mur carolingi, amb un parament en opus spicatum que tanca l'accés a la península on hi ha el monestir de Casserres.